# Saint Kitts
Saint Kitts (també coneguda més formalment com Saint Christopher Island; Saint-Christophe en francès) és una illa del Carib. Junt amb l'illa veïna de Nevis, Saint Kitts constitueix l'estat federal de Saint Christopher i Nevis.
Ocupa una superfície de 168 km² i té una població de 35.000 persones, la major part descendents d'esclaus negres.
El Parc Nacional de la fortalesa de Brimstone Hill ha estat declarat Patrimoni de la Humanitat per la UNESCO.